# Rodzina wyrazów
Rodzina wyrazów – grupa wyrazów mających wspólny rdzeń, czyli wywodzących się od jednego wyrazu podstawowego.
Taką grupą jest np.: dom, domowy, domownik, przydomowy, udomowiony, domek, domeczek, domostwo, bezdomny, podomka, domofon. Rdzeniem w tym wypadku jest wyraz dom.
Rodzinę wyrazów tworzą także następujące grupy:
- dzień, dzienny, dziennik, dzienniczek
- uczyć, uczeń, uczennica, nauczyć, nauczanie, nauczyciel, nauczycielka, uczelnia, uczelniany

We wszystkich tych wyrazach występuje ten sam rdzeń; w powyższym przypadku jest to ucz-.
Wyrazy składające się na rodzinę wyrazów to wyrazy pokrewne.